# Parque nacional Aguadulce
Arroyo Aguafresca es un parque nacional en Queensland (Australia), ubicado a 34 km al norte de Brisbane.
La vegetación del parque es un remanente del antiguo bosque clareado esclerófilo que una vez fue común en esta área. Los árboles dominantes son algunas especies de eucaliptos, muchos de ellos con troncos de suave corteza blanca, y árboles de algunas especies de Angophora, mientras que el estrato de arbustos varía de un espacio abierto dominado por árboles herbáceos de bajo porte en el sur del parque, a densas masas de arbustos de Casuarina y las pequeñas áreas pantanosas con arbustos del género Melaleuca —de la familia del mirto—. Un pequeño arroyo corre a través del extremo norte del parque.
El parque es el hábitat de una gran diversidad de animales y plantas nativas, algunas de los cuales están protegidas por acuerdos internacionales y otras especies son de importancia para la conservación como por ejemplo el koala.
El parque es un hábitat importante para muchas especies comunes de la vida silvestre nativa incluyendo una población de kanguros grises que requieren de grandes áreas de hábitat intacto para su supervivencia.

## Actividades recreacionales
Los usos de recreación del parque incluyen apreciación de la naturaleza, senderismo y observación de aves. El uso del parque está orientado hacia proporcionar entornos naturales.

## Actividades educativas
El parque recibe grupos de alumnos de las escuelas locales como soporte a sus programas de educación ambiental. El parque recibe también estudiantes universitarios enfocados al estudio de como la fauna salvaje se relaciona con su hábitat.